# Sonic and Knuckles
Sonic and Knuckles (ソニック&ナックルズ, Sonikku ando Nakkuruzu) est un jeu vidéo de plates-formes. Développé aux États-Unis chez Sega Technical Institute par des membres du studio Sonic Team, il est édité par Sega et sort mondialement le 18 octobre 1994 sur Mega Drive.
En plus d'être un jeu à part entière, le titre propose une cartouche dont le système baptisé « Lock-on technology » agit comme un pack d'extension lorsque les jeux Sonic the Hedgehog 2 et Sonic the Hedgehog 3 y sont emboités et permet ainsi de débloquer Knuckles en tant que personnage jouable.
Le jeu est disponible dans de nombreuses compilations de la série.

## Scénario
Si le joueur choisit Sonic, le jeu fait suite aux événements passés dans Sonic the Hedgehog 3. L'Œuf de la Mort, tout juste reconstruit, est retombé sur le volcan de Angel Island après la défaite d'Eggman, et ce dernier essaie encore une fois de réparer sa machine, ici à l'aide des gaz chauds du volcan. Knuckles tente encore d'entraver la progression de Sonic puis s'engage dans une confrontation directe contre le hérisson; après la victoire de ce dernier, Eggman dérobe la très puissante Émeraude-mère au nez de l'échidné qui rejoint alors Sonic pour l'aider à vaincre le savant fou.
Si le joueur choisit Knuckles, le jeu fait suite à l’aventure de Sonic évoquée ci-dessus. Après la défaite d’Eggman, un Eggrobo ayant survécu à l’effondrement du Sky Sanctuary se réveille et décide de reprendre le plan de son créateur. Knuckles doit récupérer seul l’Émeraude-mère à ce robot qui a reconstruit et amélioré toutes les inventions de son modèle, des machines qu'il pilote lui-même aux divers automates, parmi lesquels le surpuissant Mecha Sonic qui a appris à canaliser la puissance de l’Émeraude-mère.

## Système de jeu
Sonic and Knuckles conserve le gameplay des premiers épisodes : c'est un jeu de plates-formes basé sur la vitesse où aucune vie n'est perdue tant que le personnage possède au moins un anneau (ring). Il n'est pas possible de sauvegarder lorsque le personnage n'a plus de vie, il recommence alors du premier niveau.
Dans sa version simple (c'est-à-dire sans l'adjonction de Sonic 3), Tails a disparu, mais Knuckles est jouable totalement indépendamment de Sonic. Ses capacités à planer, à s'accrocher aux parois et à casser certains murs lui permettent d'explorer les niveaux suivant un chemin différent de celui de Sonic. Dans certains cas, et pour la première fois dans la série Sonic, Sonic et Knuckles font face à une variante du niveau. De plus, la difficulté des rencontres avec les boss est largement augmentée avec Knuckles, quand le boss n'est pas complètement différent (Knuckles sautant moins haut que Sonic).
Le système de bouclier hérité de Sonic 3 est conservé. Sonic peut obtenir 3 boucliers différents. Le bouclier de feu lui permet de résister au feu, à la lave et aux tuyères de réacteurs des différents ennemis et boss. Il permet aussi d'effectuer une puissante attaque horizontale. Le bouclier d'eau lui permet de respirer sous l'eau et d'attaquer verticalement. Le bouclier magnétique permet d'attirer les anneaux à proximité, permet l'utilisation d'un double saut et protège des attaques électriques. Knuckles peut aussi disposer de ces boucliers, mais il ne peut pas utiliser leurs capacités de mouvements spéciaux. Ces trois boucliers protègent aussi de certains projectiles lancés par les ennemis.

## Niveaux
- Mushroom Hill Zone (Zone de la Colline Champignonnière) : une forêt avec des champignons géants sur lesquels il est possible de rebondir, des branches faisant office de rampes et des robots créant des bourrasques de vent.
- Flying Battery Zone (Zone de la Batterie Volante) : un navire mécanique inventé par Eggman  qui contient des pièges, par exemple des capsules de fin de niveau remplies d'ennemis, mais également d’autres remplies d'anneaux. À la fin du premier acte, une de ces machines piégées attaque Sonic ou Knuckles, puis Eggman (ou Eggrobo) détruit sa propre machine à la fin du second acte.
- Sandopolis Zone (Zone de Sandopolis) : une zone de désert à l'égyptienne, avec des pyramides, des puzzles et des sables mouvants. Le second acte est particulièrement difficile à cause d'ennemis fantômes impossibles à détruire (mais sensibles à la lumière), mais aussi en raison de sa longueur qui peut faire perdre des vies en raison d’un dépassement de la limite de temps de dix minutes.
- Lava Reef Zone (Zone de Récif de Lave) : la zone volcanique parsemée d’obstacles de cet épisode dans laquelle l'Œuf de la Mort qui s’y est crashé est en réparation et dans laquelle se trouve le Palais Caché (le second acte du Récif de Lave et le Palais Caché partagent d’ailleurs le même thème musical). La lave refroidit à la fin du premier acte puis retrouve sa chaleur à la fin du second acte en raison de la réactivation de l'Œuf de la Mort.
- Hidden Palace Zone (Zone du Palais Caché) : il semblerait que ce niveau devait originellement faire partie de Sonic 2, mais aurait été coupé par manque de temps (mais il reste quelques traces dans la ROM du jeu) et replacé dans cet épisode avec des graphismes entièrement nouveaux. Une zone très courte, sans le moindre ennemi en dehors d'un combat contre Knuckles et d’une cinématique au cours de laquelle Eggman lui vole l’Émeraude-mère pour qui joue Sonic (ainsi que Tails dans la version complète), et totalement vide en dehors d’une boule de téléportation pour qui joue Knuckles. Dans Sonic 3 and Knuckles, le personnage joué se retrouve toutefois téléporté plusieurs fois dans cette zone à chaque fois qu’il entre dans un anneau géant et qu’il cherche à obtenir une Super Émeraude.
- Sky Sanctuary Zone (Zone du Sanctuaire Céleste) : un niveau léger et aérien en un seul acte. En plus de multiples Eggrobos, Sonic y affronte à trois reprises un clone mécanique nommé Mecha Sonic, d’abord dans des refontes de batailles de Sonic 1 et Sonic 2, puis dans une bataille faisant penser à celle du Mecha Sonic de Sonic 2 en plus difficile, avant que la zone ne s’effondre sous la pression du décollage de l'Œuf de la Mort. C'est la dernière zone si l'on joue Knuckles, auquel cas le niveau se limite à une grande plateforme sur laquelle il affronte Mecha Sonic à deux reprises, une première fois de la même manière que Sonic avant l’effondrement de la zone, puis une seconde fois alors que le robot se sert de l’Émeraude-mère pour devenir Super (ou Hyper) Mecha Sonic pour de brefs instants.
- Death Egg Zone (Zone de l'Œuf de la Mort) : des pièges dans tous les sens, des ennemis partout et quelques changements de gravité dans le second acte attendent le joueur. Après une bataille de boss exploitant les changements de gravité, Sonic affronte Eggman alors qu'il pilote un robot géant alimenté par l’Émeraude-mère qui tente d’abord de l’écraser avec des mains géantes, puis de l’anéantir à l’aide de rayons laser. C'est la dernière zone pour Tails, mais aussi pour Sonic au cas où toutes les Émeraudes (ou Super Émeraudes pour les joueurs ayant commencé à les collecter sans toutes les avoir dans Sonic 3 and Knuckles) ne sont pas récoltées.
- Doomsday Zone (Zone du Jugement Dernier) : la zone finale, un niveau de course-poursuite uniquement jouable par Sonic. Le hérisson commence directement avec 50 anneaux sous sa forme de Super Sonic (ou bien celle de Hyper Sonic dans Sonic 3 and Knuckles) et doit affronter une bonne fois pour toutes Eggman dans un duel en deux parties : il doit tout d'abord renvoyer les missiles sur le cockpit de sa fusée, puis faire plusieurs ruées sur le robot qui porte l'Émeraude-mère. En plus de la limite du temps commune à chaque niveau s'ajoute celle des anneaux : en effet, Super (ou Hyper) Sonic en perd un chaque seconde et le joueur perd une vie s’il atteint zéro, Sonic ne pouvant tenir dans l’espace sans sa transformation. Comme si cela ne suffisait pas, sa progression est ralentie par des astéroïdes ainsi que par l’arsenal illimité d’Eggman, prêt à tout pour garder la très puissante Émeraude-mère en sa possession. Cette zone est vue par les fans comme le combat final de Sonic sur Mega Drive, malgré la sortie de Sonic 3D: Flickies' Island plus tard, mais ne s'inscrivant pas vraiment dans la lignée des autres[réf. nécessaire].

## TechnologieLock-on

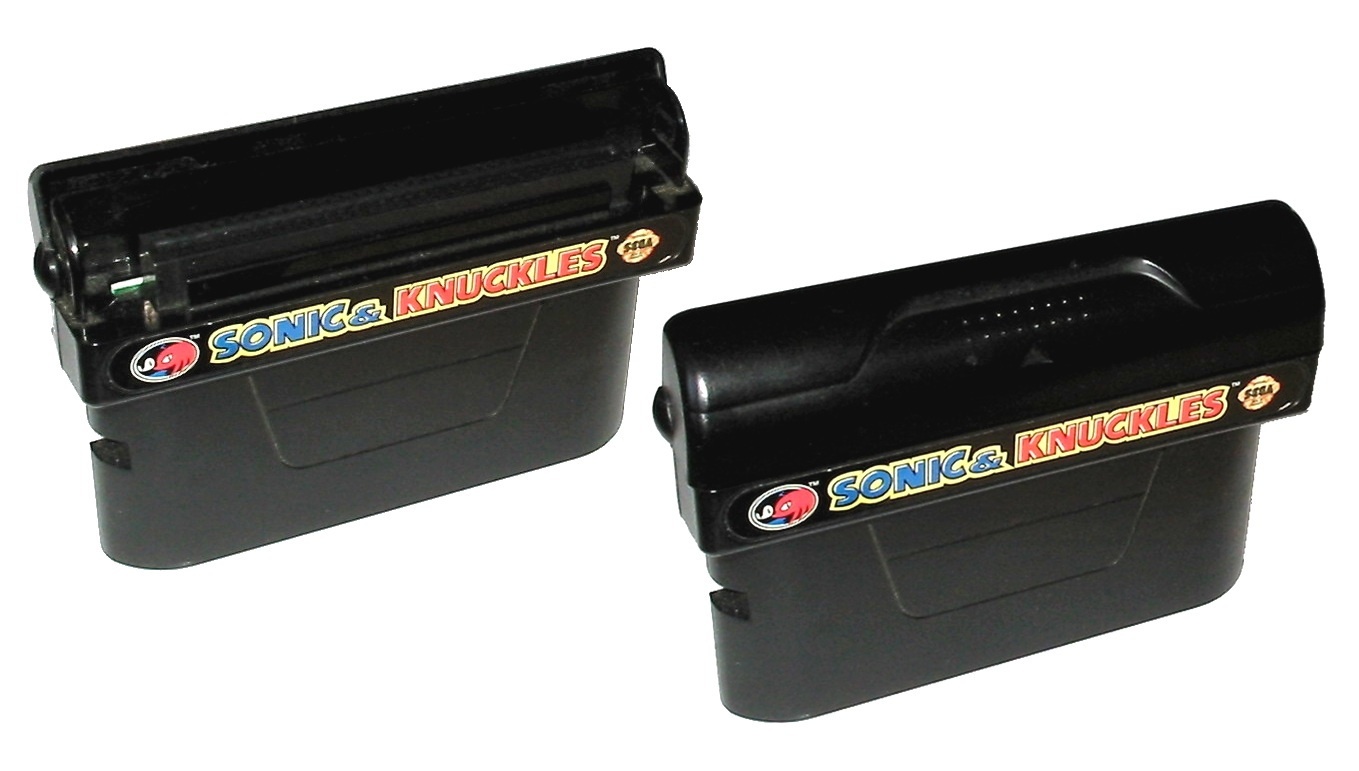
Cartouches du jeu avec le port supplémentaire visible (à gauche) et dissimulé (à droite).

Le troisième épisode de Sonic the Hedgehog ayant dû être divisé en deux cartouches (Sonic the Hedgehog 3 et Sonic and Knuckles), la technologie Lock-on, qui permet d’insérer un autre jeu Mega Drive dans la cartouche du jeu, a été principalement conçue pour Sonic 3 afin d’en faire une aventure complète telle que prévue à l’origine. Il est toutefois possible d’y insérer d’autres jeux pour y trouver des surprises.

### Sonic the Hedgehog 3and Knuckles
Dans cette grande aventure réunissant Sonic 3 et Sonic and Knuckles, il est désormais possible de faire les niveaux des deux jeux (qui s’enchaînent de manière fluide et dont la difficulté est revue à la baisse pour s’adapter à la longueur de ce double titre) avec Sonic, Tails et Knuckles (ce dernier dispose de passages alternatifs adaptés à sa jouabilité dans chaque niveau et affronte Eggrobo à la place d’Eggman), d’y sauvegarder sa progression, et la fusion des deux cartouches donne également accès à du contenu supplémentaire.
En effet, en plus de la possibilité de transformer Sonic et Knuckles en Super Sonic ou Super Knuckles dès la partie Sonic 3, il est désormais possible de les transformer en Hyper Sonic et Hyper Knuckles dans la partie Sonic and Knuckles : une fois arrivé dans la Zone de la Colline Champignonnière, si le joueur a trouvé les sept émeraudes dans la partie Sonic 3, il est incité (sans être toutefois forcé) à retourner dans un anneau géant qui le transporte dans le Palais Caché, à les exposer à l’Émeraude-mère pour les transformer en Super Émeraudes et à rechercher à nouveau ces anneaux géants pour faire les sept stages spéciaux de la partie Sonic and Knuckles (cette fois-ci jouables dans l’ordre désiré et non dans un ordre prévu à l’avance) afin de les éveiller et de débloquer ces transformations. En plus de la vitesse et de l'invincibilité, Hyper Sonic peut faire des ruées dans quatre directions (ce qui facilite grandement la poursuite contre Eggman dans la Zone du Jugement Dernier) tandis que Hyper Knuckles peut faire trembler le sol s'il s'agrippe à un mur après avoir pris suffisamment de vitesse dans les airs. Si Tails peut également devenir Super Tails dans Sonic 3 and Knuckles, il ne peut atteindre cette forme qu'avec les Super Émeraudes : en plus de l'invincibilité et de la vitesse accrue, des Super Flickies lui tournent autour et détruisent les ennemis alentours ou portent des coups successifs aux boss.

### Knuckles the Echidna in Sonic the Hedgehog 2
Si Sonic the Hedgehog 2 est inséré dans la cartouche, le jeu peut être rejoué quasiment sans changements avec Knuckles. Sa capacité d'accrocher aux parois peut révéler certains recoins difficilement accessibles avec Sonic (on trouve notamment des écrans de vies supplémentaires en altitude dans le deuxième niveau), mais le fait que l’échidné saute un peu moins haut que le hérisson rend certaines parties assez difficiles, en particulier le combat contre le boss final.
Si la jouabilité est plus difficile, la cartouche Sonic and Knuckles apporte quelques correctifs pour faciliter la progression des joueurs les plus acharnés : là où Sonic perd ses anneaux après avoir perdu une vie ou à la sortie d’un stage spécial, Knuckles les conserve, ce qui laisse plus de chances aux joueurs dans leur collecte des Émeraudes. De même, une fois les sept collectées, l’échidné peut se transformer en Super Knuckles.

### Sonic 1 and KnucklesouBlue Sphere
Si le Lock-on est utilisé sur Sonic the Hedgehog (ou Sonic Compilation), les 128 016 000 niveaux bonus de Sonic 3 sont jouables à la suite. S'il est utilisé sur n'importe quel autre jeu Mega Drive, le joueur peut alors pratiquer un autre niveau spécial inédit (les personnages se grisent, montrant ainsi qu'il ne fait pas partie des 128 016 000). Ces niveaux sont simples et ne sont souvent que des variations, mais la popularité de ce mode de jeu a poussé Sega à l’inclure dans les compilations Sonic Mega Collection (qui lui donne le nom Blue Sphere), Sonic Mega Collection Plus et Sonic Origins.
Cette dernière compilation propose également une nouvelle variante avec des mécaniques inédites : en plus des boules bleues qu'il faut traverser pour qu'elles deviennent rouges, des boules rouges qu'il faut soigneusement éviter, des sphères étoilées qui font office de bumpers, et des sphères jaunes (introduites dans Sonic and Knuckles) qui servent de tremplin, cette nouvelle variante introduit des sphères mauves, qui téléportent le personnage joué dans une autre sphère située dans un autre emplacement, ainsi que des sphères vertes, qu'il faut traverser pour qu'elles deviennent bleues.

## Rééditions
Le jeu est disponible dans de nombreuses compilations :
- Sonic and Knuckles Collection (1997, PC, dans sa version de base, dans sa version Sonic 3 and Knuckles et avec le bonus Blue Sphere sous le nom Special Stage Mode)
- Sonic Jam (1997, Sega Saturn, dans sa version de base et avec toutes les fonctionnalités permises par la technologie Lock-on)
- Sonic Mega Collection (2002, GameCube, dans toutes ses versions)
- Sonic Mega Collection Plus (2004, PlayStation 2, Xbox et PC, dans toutes ses versions)
- Sega Mega Drive Ultimate Collection (2009, Xbox 360 et PlayStation 3, dans sa version de base)
- Console virtuelle (Wii, dans sa version de base et avec toutes les fonctionnalités permises par la technologie Lock-on pour qui possède les jeux compatibles)
- Xbox Live Arcade (Xbox 360, dans sa version de base et avec toutes les fonctionnalités permises par la technologie Lock-on pour qui possède les jeux compatibles)
- Sonic Classic Collection (2010, Nintendo DS, dans toutes ses versions sans le bonus Blue Sphere)
- Sega Mega Drive Classics (2011, dans sa version Sonic 3 and Knuckles)
- Sonic Origins (2022, PlayStation 4, PlayStation 5, Xbox One, Xbox Series, Nintendo Switch et PC, dans sa version Sonic 3 and Knuckles et avec le bonus Blue Sphere)
  - Sonic Origins Plus (2023, avec le personnage d'Amy jouable)